# 埃塞俄比亞航空
埃塞俄比亞航空（簡寫為，IATA編號：ET，ICAO編號：ETH）是埃塞俄比亞的國營航空公司，亦為其載旗航空公司。埃塞俄比亞航空成立於1945年12月21日，並於1946年4月8日正式開始運營，於1951年把航線擴展至國際。該公司於1965年成為有限公司，並將其英文名稱從Ethiopian Air Lines更名為Ethiopian Airlines。埃塞俄比亞航空在1959年開始成為國際航空運輸協會成員，從1968年開始為非洲航空協會成員。與埃及航空、南非航空並列為非洲三大航空公司。
埃塞俄比亞航空總部位於亚的斯亚贝巴的亚的斯亚贝巴國際機場，經營多條定期客運和貨運航班，前往埃塞俄比亚和非洲、亚洲、欧洲、北美及南美共125個目的地，20個本地航點及44個貨運航點。2011年，埃塞俄比亚航空加入星空联盟。埃塞俄比亚航空是全球拥有最多非洲航点的航空公司，並於多哥和馬拉維設有次級樞紐機場，亦是非洲大陸上增長最快、機隊規模最大的航空公司。

## 歷史

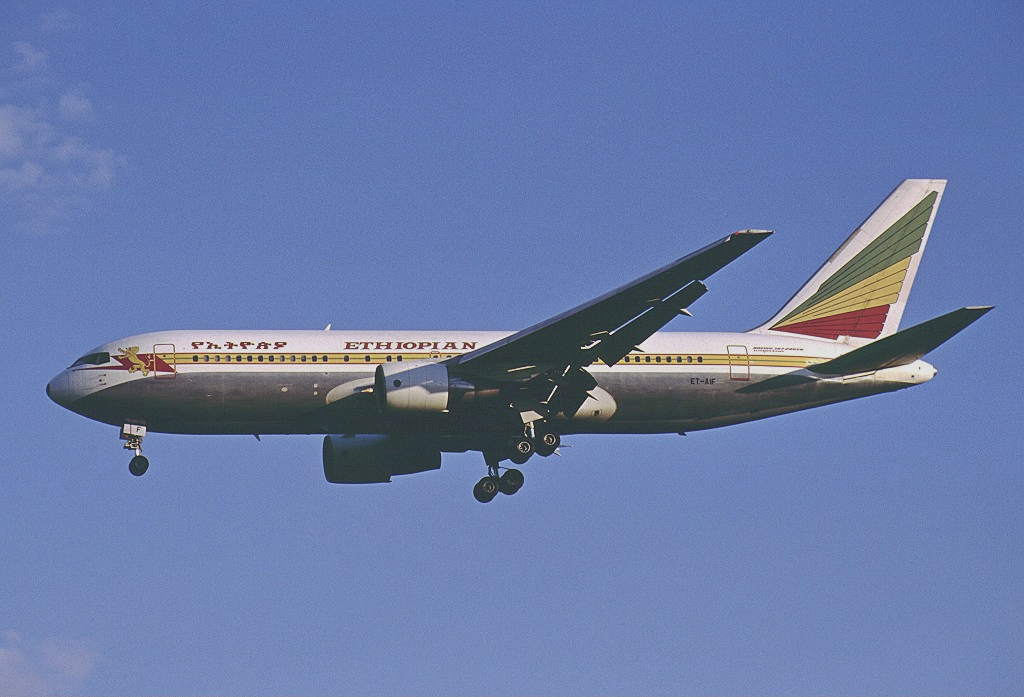
2001年埃塞俄比亞航空波音767-260ER(舊版塗裝)

### 1940年代：早年發展
埃塞俄比亞航空於1945年12月30日在環球航空（TWA）的協助下成立，在1946年4月8日開始營運。首條航線為每週一班來往亚的斯亚贝巴和開羅的航線。剛開始營運時公司使用5架道格拉斯DC-3型客機，而當時的設計是乘客在機身的兩邊乘坐能摺疊的布椅。

### 1960-70年代：機隊發展
雖然，公司開始時倚賴一批美國的機師和技工，但自從在1971年公司成立25年開始，公司由管理層以至前線員工都是埃塞俄比亞人。

### 1980-90年代：機隊發展
1987年，Paul B. Henze曾經形容公司為「第三世界中最可靠和最賺錢的航空公司」（one of the most reliable and profitable airlines in the Third World）。而財經雜誌《經濟學人》也曾報導公司優良的狀況。在1998年，公司開始營運跨越大西洋的路線。 

### 21世紀
在2002年，公司的年載客量為1,054,687人。而截至2005年1月，公司聘請了4,539名員工。
雖然埃塞俄比亞航空的管理優良，可是由於當地政局不穩，該公司經常遭尋求政治庇護的劫機者劫機。
埃塞俄比亞航空已经於2011年12月13日正式加入星空聯盟，成為聯盟中第三家來自非洲的會員航空公司。
埃塞俄比亞航空機隊於2000年代初期開始大規模更新，先後購入波音737-700和波音767-300ER客機。其後，停止了飛往紐瓦克機場的服務，轉而在2004年新增華盛頓航線。在2000年代後期， 埃塞俄比亞航空宣布將成為波音787客機的首批客戶，並訂購買全新的空中巴士A350-900、波音777-200LR和龐巴迪客機。

## 公司運作

### 管理和擁有
截至2017年11月，埃塞俄比亞航空的行政總裁是Tewolde Gebremariam，取代於2011年離職的Girma Wake。
埃塞俄比亞航空埃塞俄比亞政府全資擁有，傳統上政府並不會干預其運作，即使在公司面對政務困難時期亦不會出手。雖然非洲早年已有國有航空公司經營不善的例子，主要原因為人員之間的裙帶關係，並且出於政治原因而作出商業決定，但埃塞俄比亞航空卻未受相同因素影響，保持公司內部的專業運營和管理，因此被基督科學箴言報在1988年形客為「資本主義在馬克思主義埃塞俄比亞中成功」。
2018年，埃塞俄比亞政府宣布將幾家國有企業進行私有化，其中包括埃塞俄比亞航空公司，但政府會保留（包括航空公司在內）主要公司的多數股權。

### 架構
為提高公司效益，將客戶服務提高到國際水平及簡化公司長期發展計劃 ，埃塞俄比亞政府於2017年7月將航空公司重組為一家全資航空控股集團，重組後的公司業務包括埃塞俄比亞機場企業、客運航空公司、貨運航空及物流公司、埃塞俄比亞航空學院、埃塞俄比亞機上餐飲服務、埃塞俄比亞保養、維修服務以及埃塞俄比亞酒店和旅遊服務。當中，其提供的保養、維修服務的規模為非洲和地中海東部地區提供相同業務者中最大的，亦為美国联邦航空管理局和歐洲航空安全局所認可。而貨運和物流服務亦發展迅速，年產量達至150萬噸。

### 財務狀況
以下為埃塞俄比亞航空近年的財務狀況 (財政年度結束於每年6月30日):
|                  | 2008   | 2009   | 2010   | 2011   | 2012                | 2013                 | 2014          | 2015   | 2016          | 2017          | 2018   | 2019          |
| ---------------- | ------ | ------ | ------ | ------ | ------------------- | -------------------- | ------------- | ------ | ------------- | ------------- | ------ | ------------- |
| 營業額 (ETB百萬) | 9,199  | 12,213 | 16,816 | 24,759 | 33,815              | 38,498               | 46,576        | 49,458 | 54,442        | 60,919        | 89,100 | 114,639       |
| 利潤 (ETB百萬)   | 508    | 1,345  | 1,626  | 1,232  | 1,025               | 2,054                | 3,147         | 3,531  | 6,129         | 5,381         | 6,870  | 8,900         |
| 員工人數 (年終)  | 4,896  | 5,007  | 5,555  | 6,286  | 6,559               | 7,000+               | 8,764         | 10,514 | 10,176        | 11,284        | 12,994 | n/a           |
| 載客量 (百萬)    | 2.50   | 2.81   | 3.15   | 3.73   | 4.64                | 5.92                 | 6.91          | 7.39   | 7.60          | 8.76          | 10.63  | 12.10         |
| 載客率 (%)       | 70.3   | 70.5   | 72.0   | 71.5   | 72.2                | 71.6                 | 70.8          | n/a    | 68.5          | n/a           | n/a    | n/a           |
| 載貨量 (千噸)    | 73     | 101    | 134    | 160    | 181                 | 175                  | 187           | 236    | 270           | 338           | 400    | 432           |
| 機隊數目 (年終)  | 35     | 36     | 41     | 51     | 48                  | 58                   | 66            | 76     | 77            | 87            | 108    | 121           |
| 來源/備註        | [ 11 ] | [ 12 ] | [ 13 ] | [ 14 ] | [ 4 ] [ 15 ] [ 16 ] | [ 17 ] [ 18 ] [ 19 ] | [ 20 ] [ 21 ] | [ 22 ] | [ 23 ] [ 24 ] | [ 25 ] [ 26 ] | [ 27 ] | [ 28 ] [ 29 ] |

## 航點

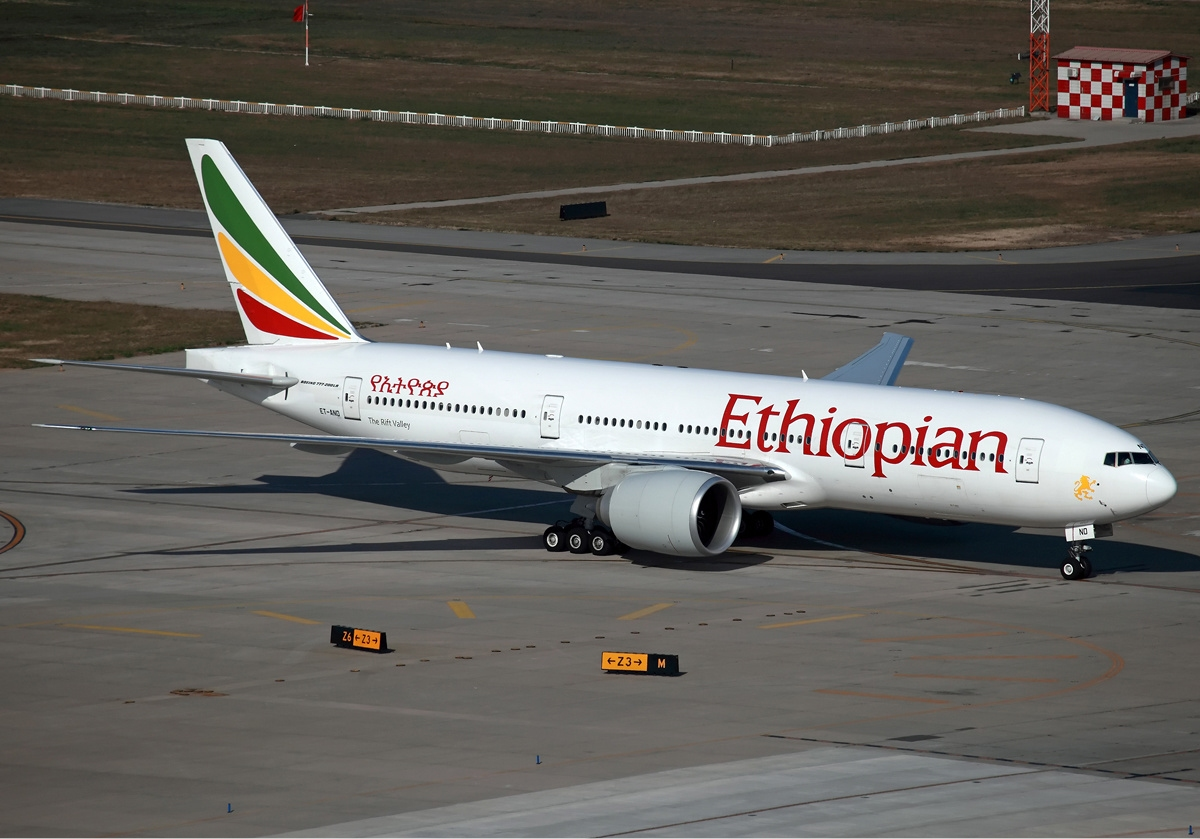
波音777-200LR在北京首都國際機場；埃塞俄比亞航空於1973年開通中國航線

### 代碼共享
埃塞俄比亞航空與以下航空公司有代碼共享協議:
- 愛琴海航空
- 加拿大航空
- 中國國際航空
- 科特迪瓦航空
- 歐洲航空
- 印度航空
- 納米比亞航空
- 全日空
- 韓亞航空
- 阿斯凱航空
- 奧地利航空
- 藍色巴西航空
- 埃及航空
- 以色列航空
- 科威特航空
- 莫桑比克航空
- 漢莎航空
- 馬拉維航空
- 馬來西亞航空
- 阿曼航空
- 盧旺達航空
- 北歐航空
- 深圳航空
- 新加坡航空
- 南非航空
- TAP葡萄牙航空
- 土耳其航空
- 聯合航空
- 赞比亚航空

## 機隊

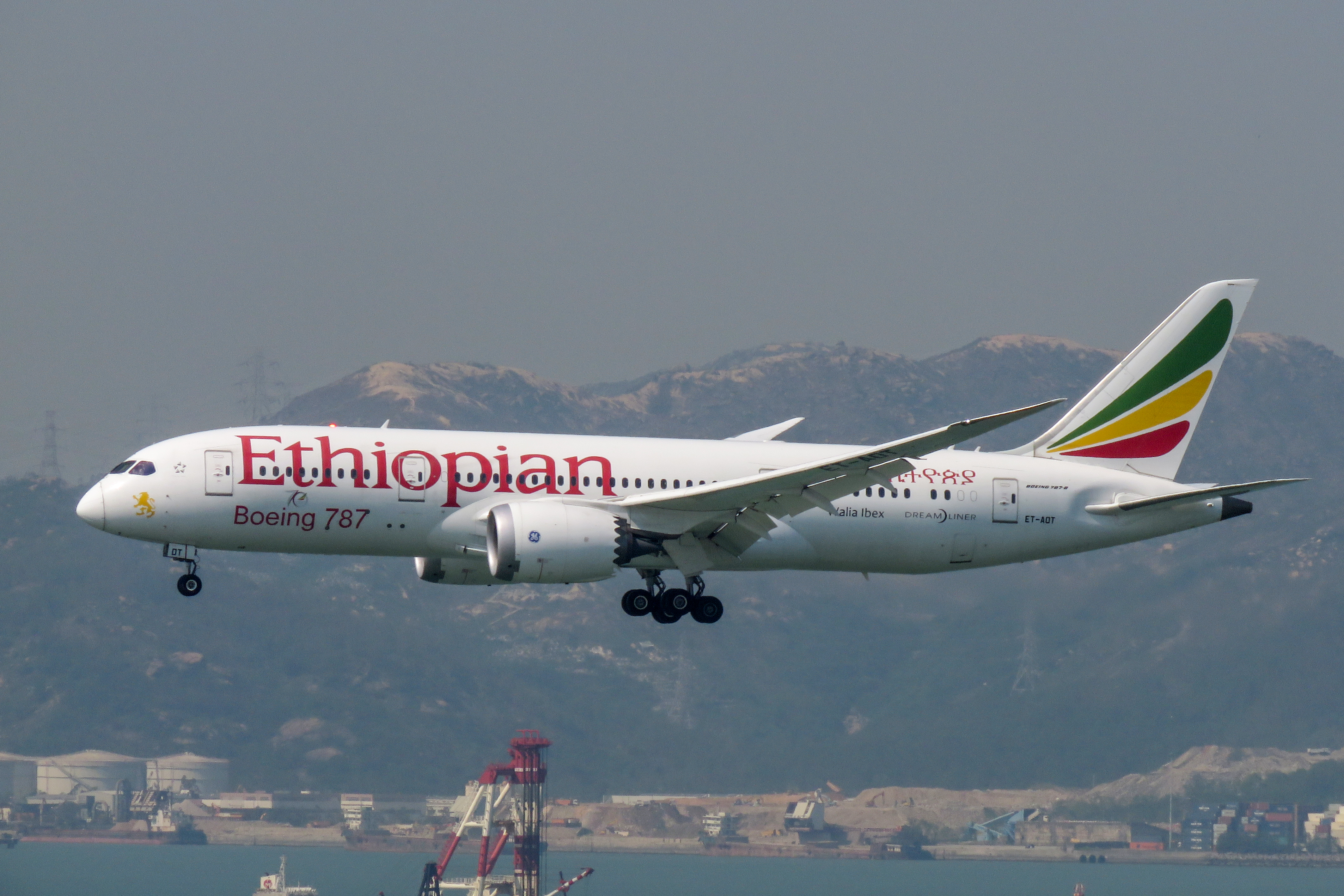
波音787-8客機在香港國際機場降落

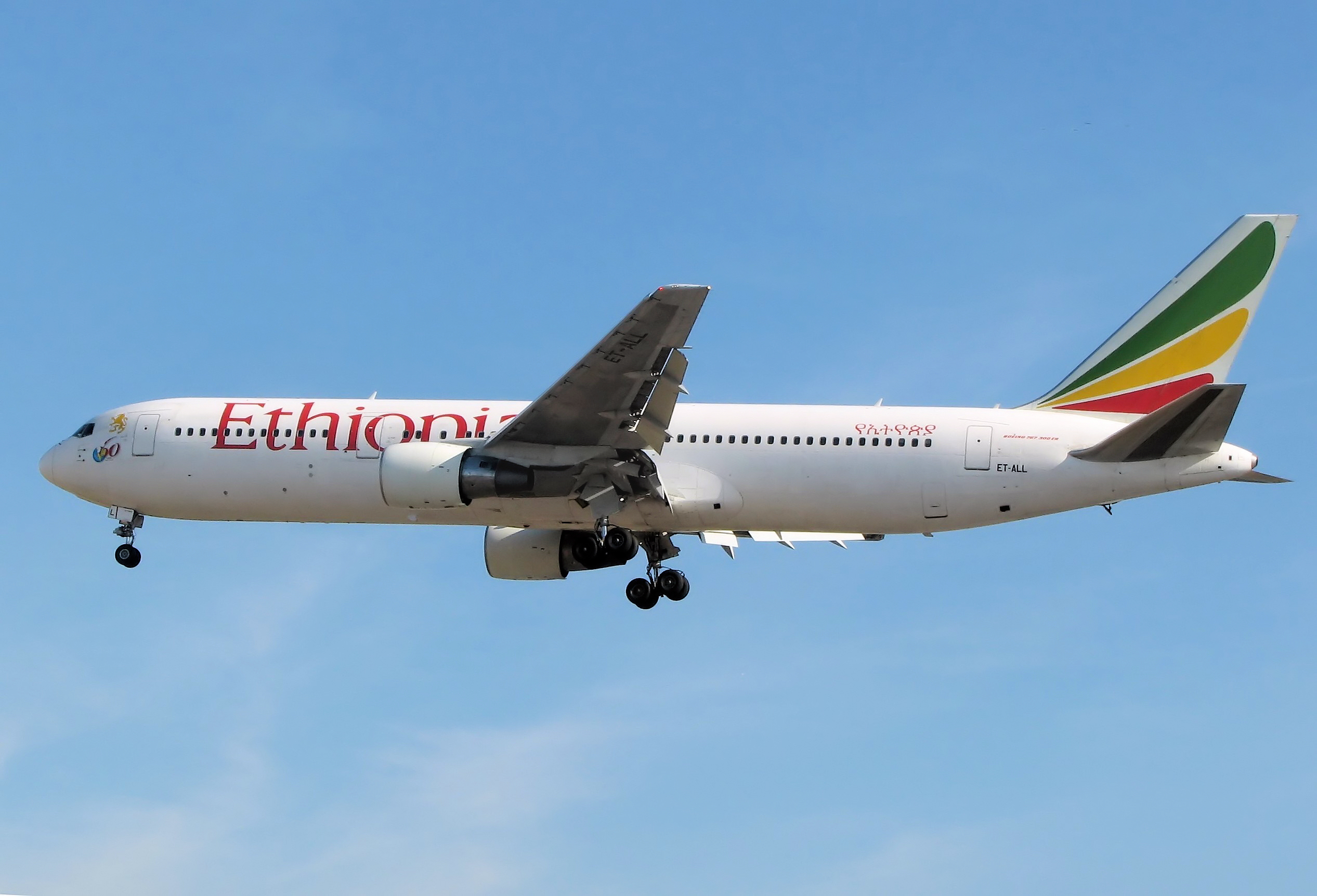
波音767-300ER客機正在降落於倫敦希斯路機場

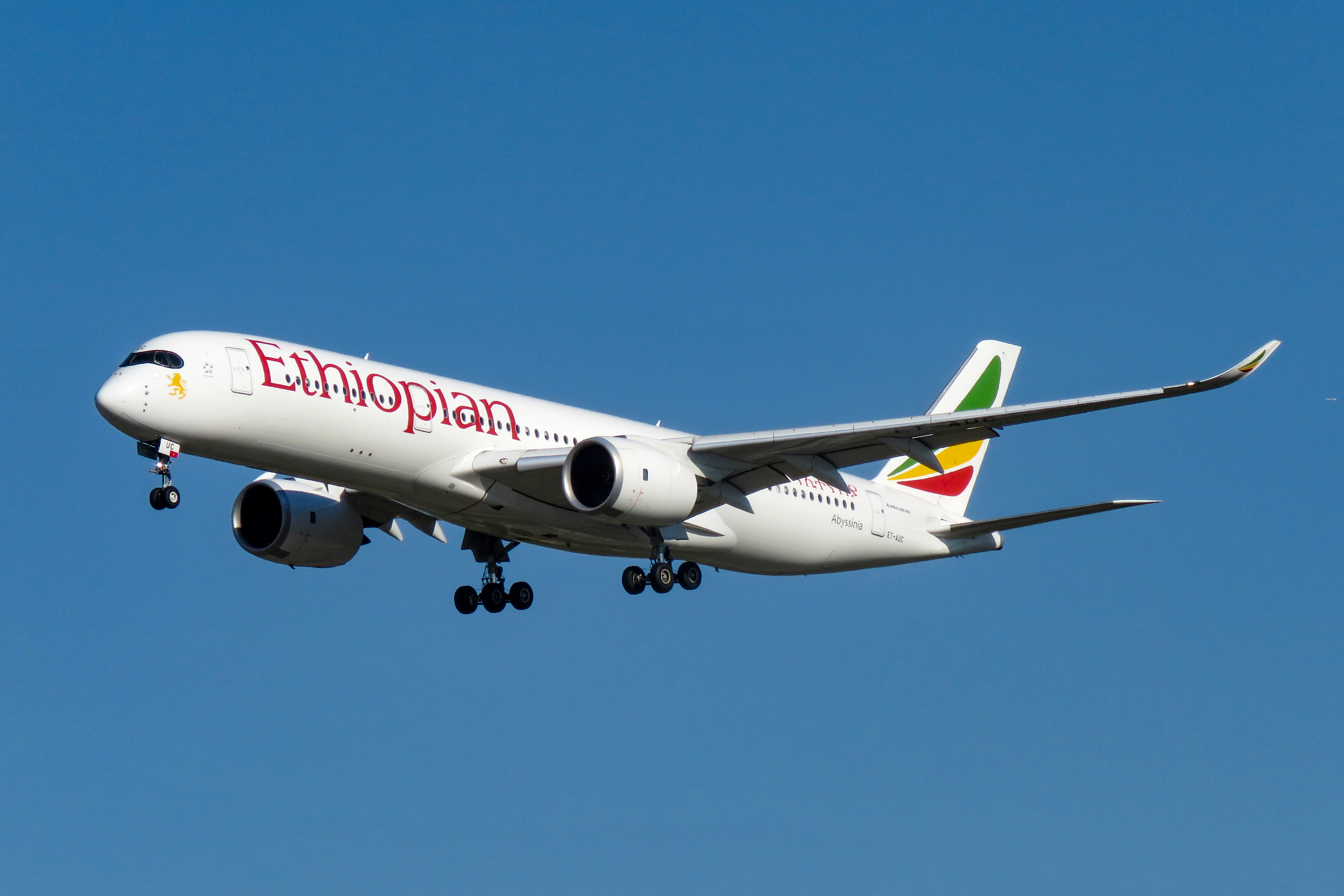
空中巴士A350-900客機在北京首都國際機場降落

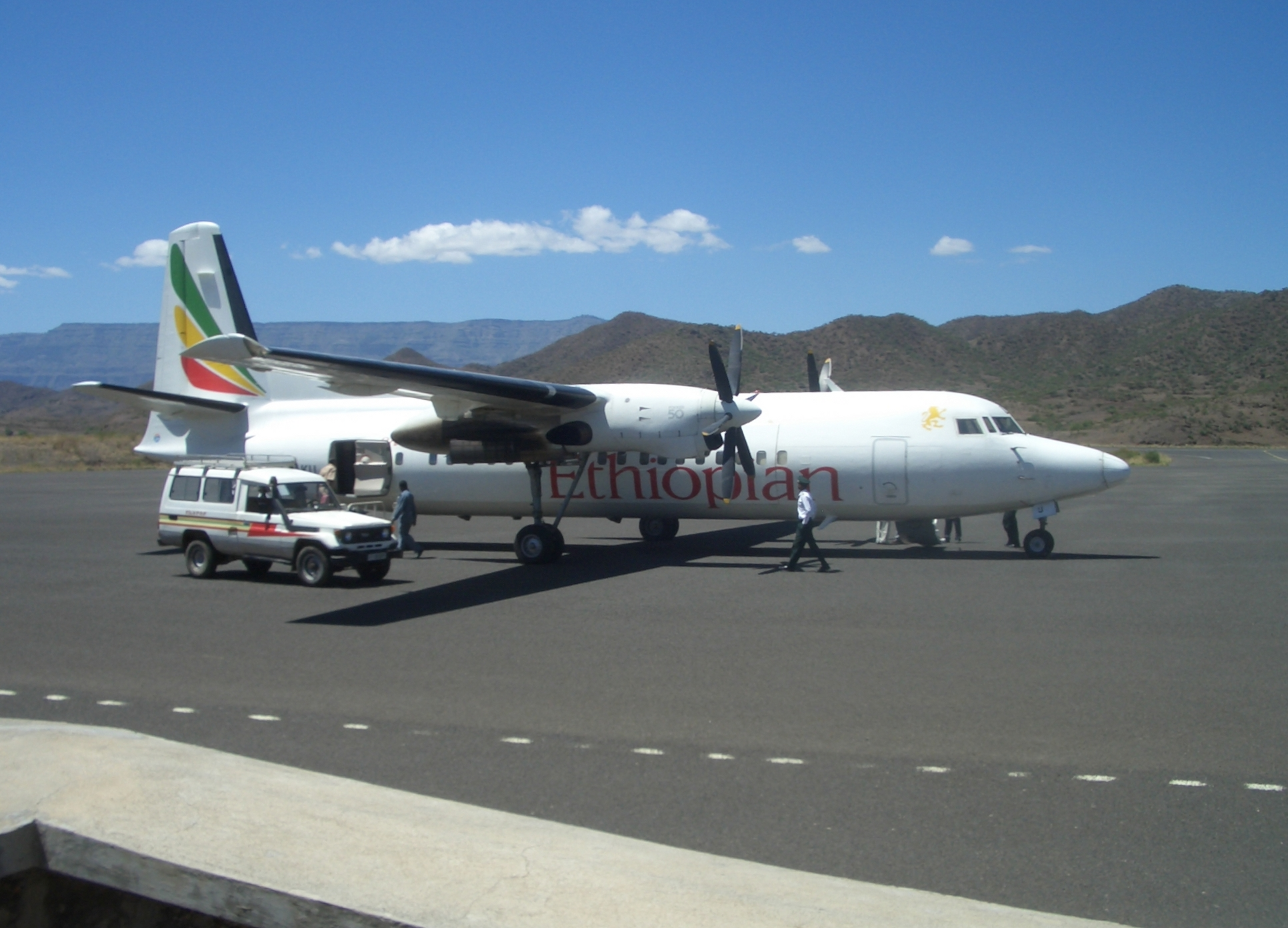
已退役的福克F50飛機

截至2024年5月，埃塞俄比亞航空平均機齡為5年，機隊如下：

## 事故
自1970年起，公司的航班發生了四次致命的航空事故及两次起火事故。
- 在1988年9月15日，埃塞俄比亞航空604號班機，一架波音737客機，在巴赫達爾起飛後，航機的兩個引擎都吸入了大量的白鴿。其中一個引擎立即失去動力，而第二個引擎則在緊急折返的途中失去動力。結果在着陸時墜毀，導致機上105名乘客當中，有31人死亡。
- 在1996年11月23日，三名劫機者騎劫埃塞俄比亞航空961號班機。航班原定由亚的斯亚贝巴前往内罗毕，再前往布拉柴維爾，再前往拉各斯，最後到達阿比讓。而當時該三名劫機者則要求客機前往澳洲。客機於是沿海岸線向南走，然後途中耗盡備用燃油，導致一個引擎停止運作。最後客機在科摩羅的莫洛尼完全耗盡燃油，飛機在離岸邊500米的海中墜毀。事件導致客機上175名乘客和機員中，有125人死亡，包括3名劫機者。[33]
- 在2010年1月25日，埃塞俄比亞航空409號班機，载有92人的该航空公司波音737-800客机从黎巴嫩贝鲁特起飛后坠入地中海。
- 2013年7月13日，波音787客機在英國倫敦希思羅機場停機坪上起火。
- 2017年12月20日，埃塞俄比亚航空606号班机的一架波音777-300ER在执飞亚的斯亚贝巴-广州航线时，一名乘客突发心脏病，飞机紧急降落昆明长水国际机场，最终该乘客抢救无效死亡。
- 2019年3月10日，埃塞俄比亞航空302號班機的一架載有157人的波音737MAX-8客機墜毀，客機從埃塞俄比亞首都亚的斯亚贝巴出發，前往肯尼亞首都內羅畢，但機起飛後不久隨即失事，於8時44分墜毀，机上人员全部遇难。[34]
- 2020年7月22日，该公司的一架波音777-200LR貨機（註冊編號ET-ARH）[35]在上海浦東國際機場306号机位等待执行ET3739航班时，于15时14分报告主貨艙火警，并于15时35分冒出明火。上海市消防救援总队随后调派包括总队及旗下数个消防站在内的38輛各类消防用車及200余名救援人员趕赴現場處置，并于當地時間18时14分控制现场火势。事故导致该飞机报废，但无人员伤亡。中国民用航空局华东地区管理局对该次事故进行调查后，认定该事故的最大可能原因为主货舱装载的二氧化氯消毒片在高温潮湿环境中自燃，并指货主、托运单位在申报货物运输时仅申报了非限制性货物，未申报包含二氧化氯消毒片剂在内的危险品，即存在瞒报行为。[36]

## 外部連結
- 官方網站 （页面存档备份，存于）
- 機隊年齡 （页面存档备份，存于）
- 波音客機機隊資料[永久]
- 乘客意見 （页面存档备份，存于）